# Ústav dějin umění Akademie věd České republiky
Ústav dějin umění AV ČR, v. v. i., je jedno z veřejných výzkumných pracovišť, sdružených v Akademii věd České republiky (odtud zkratka ÚDU AV ČR). Jeho cílem je výzkum v oblasti dějin a teorie výtvarného umění, estetiky a architektury. Mezi nejvýznamnější projekty patří několikasvazkové Dějiny českého výtvarného umění a soupisy Uměleckých památek Čech, Moravy, Slezska a Prahy.[zdroj?] Pracovníci ústavu jsou autory mnoha dalších publikací, pořádají a spolupořádají výstavní projekty. Mnozí z nich působí na univerzitách jako pedagogové a v doktorandském studiu. Ústav se podílí na různých domácích i zahraničních výzkumných projektech a spolupracuje s řadou vědeckých institutů a odborníků. Je členem mezinárodní asociace uměleckohistorických institutů RIHA (Research Institutes in the History of Art).
Odborná činnost ústavu je rozdělena do pěti oddělení:
- Umění středověku,
- Umění raného novověku,
- Umění 19. až 21. století,
- Uměleckohistorická topografie,
- Dokumentace.

Dále v ústavu pracují centra: Studia Rudolphina (Research Center for Visual Arts and Culture in the Age of Rudolf II), Centrum pro výzkum barokní nástěnné malby (člen skupiny akademických a univerzitních výzkumných center The Research Group for Baroque Ceiling painting in Central Europe), Pracoviště pro epigrafická a sepulkrální studia. Renomovanou odbornou platformou se stal ústavem pořádaný cyklus Collegium historiae artium, kde přednášejí domácí i zahraniční vědci.
Ústav vydává časopis Umění/Art, vědecké, uměleckohistorické a mezinárodně respektované periodikum v České republice. Dále Studia Rudolphina, bulletin Centra pro výzkum umění a kultury doby Rudolfa II., a spoluvydává časopis Estetika. Další odborné publikace připravuje ústavní vydavatelství Artefactum. Od roku 1971 ústav zpracovává Českou uměleckohistorickou bibliografii. V ústavu funguje veřejná odborná knihovna, oddělení bibliografie a fototéka. Instituce spravuje bohaté sbírky grafiky, historických plánů, fotografií a písemných pramenů.

## Historie
Dne 1. ledna 1953 založen jako Kabinet pro teorii a dějiny umění ČSAV a 1. srpna 1957 přeměněn na základě usnesení prezidia ČSAV na Ústav pro teorii a dějiny umění ČSAV (ÚTDU ČSAV). Od roku 1990 nese název Ústav dějin umění ČSAV a po rozdělení Československa, od 1. ledna 1993, Ústav dějin umění Akademie věd České republiky (ÚDU AV ČR).
Ústav se hlásí k tradici České akademie pro vědy, slovesnost a umění založené v roce 1893 zásluhou architekta Josefa Hlávky, zejména pak k Archeologické komisi České akademie věd a umění.
ÚDU navázalo, mimo jiné projektem Soupisů uměleckých památek v Českých zemích, na tradici Soupisu památek historických a uměleckých v království Českém započatou Archeologickou komisí České akademie věd a umění v roce 1897 a převzatou v letech 1918–1938 Zdeňkem Wirthem.
ÚDU také převzal byzantologický fond Archeologického institutu N. P. Kondakova, viz Nikodim Pavlovič Kondakov, založeného roku 1931 v Praze a včleněného do Kabinetu dějin umění roku 1953 – předchůdce současného Ústavu dějin umění AV ČR.